# コーバン・ジョゼフ
コーバン・レイモンド・ジョゼフ（Corban Raymond Joseph, 1988年10月28日 - ）は、アメリカ合衆国テネシー州ウィリアムソン郡フランクリン出身のプロ野球選手（内野手）。右投左打。現在は、フリーエージェント（FA）。
兄は同じくメジャーリーガー（捕手）であるケイレブ・ジョゼフ。

## 経歴

### プロ入りとヤンキース時代
2008年のMLBドラフト8巡目（全体140位）でニューヨーク・ヤンキースから指名され、プロ入り。
2011年11月18日に40人枠に入った。
2013年5月13日のクリーブランド・インディアンスとのダブルヘッダー第1戦でメジャーデビュー。「7番・一塁手」でスタメン起用され、2打数無安打1四球だった。続く第2戦で初安打を放ったが、メジャーでの出場はこの2試合のみだった。オフの11月20日に40人枠から外れる形でAAA級スクラントン・ウィルクスバリ・レイルライダースへ配属された。
2014年は開幕からAAA級スクラントン・ウィルクスバリでプレーし、70試合に出場して打率.268、6本塁打、28打点を記録した。8月27日に自由契約となった。

### ブレーブス傘下時代
2014年11月19日にアトランタ・ブレーブスとマイナー契約を結んだ。
2015年は開幕から傘下のAA級ミシシッピ・ブレーブスでプレーしていたが、6月2日に自由契約となった。

### オリオールズ傘下時代
2015年6月16日にボルチモア・オリオールズとマイナー契約を結び、傘下のAA級ボウイ・ベイソックスへ配属された。この年は移籍前も含めて2球団合計で102試合に出場して打率.279、6本塁打、41打点、3盗塁を記録した。
2016年はAA級ボウイとAAA級ノーフォーク・タイズでプレーし、2球団合計で107試合に出場して打率.315、8本塁打、46打点、5盗塁を記録した。オフの11月7日にFAとなった。

### ナショナルズ傘下時代
2016年11月19日にワシントン・ナショナルズとマイナー契約を結び、2017年のスプリングトレーニングに招待選手として参加することになった。
2017年は傘下のAA級ハリスバーグ・セネターズとAAA級シラキュース・チーフスでプレーし、2球団合計で89試合に出場して打率.275、7本塁打、40打点、1盗塁を記録した。オフの11月6日にFAとなった。

### オリオールズ時代

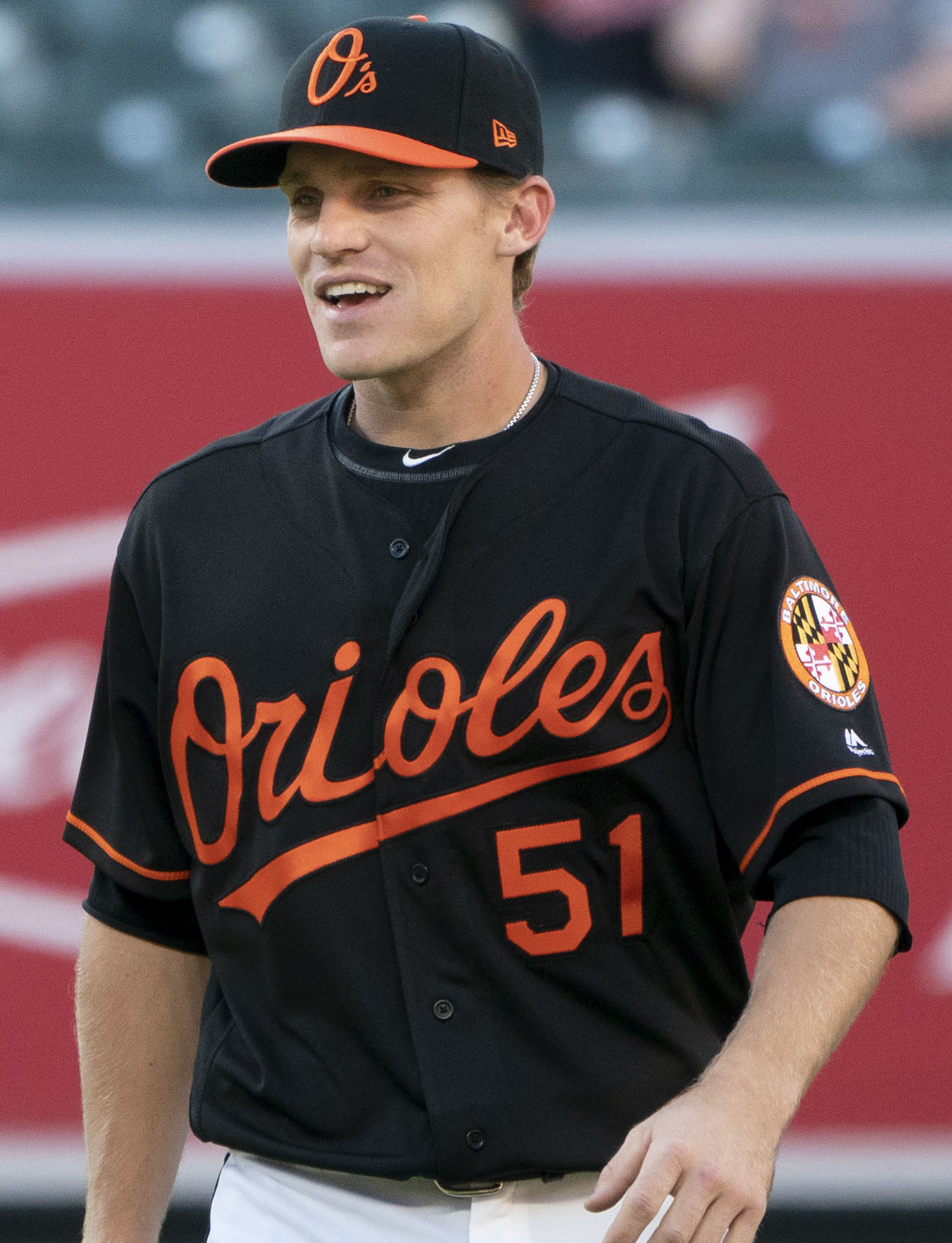
ボルチモア・オリオールズ時代
(2018年6月15日)

2018年2月19日にオリオールズとマイナー契約を結んだ。シーズンでは開幕をAA級ボウイで迎え、6月15日にメジャー契約を結んでアクティブ・ロースター入りした。6月29日にDFAとなり、7月1日にマイナー契約でAA級ボウイへ配属された。9月7日に再びメジャー契約を結んでアクティブ・ロースター入りした。この年メジャーでは14試合に出場して打率.222、3打点を記録した。オフに一旦FAとなった後、11月5日にオリオールズとマイナー契約を結んだ。

### アスレチックス時代
2018年12月13日にルール・ファイブ・ドラフト（マイナーリーグ・フェイズ ）でオークランド・アスレチックスから指名され、移籍した。
2019年は開幕を傘下のAAA級ラスベガス・アビエイターズで迎え、8月14日にメジャー契約を結んでアクティブ・ロースター入りした。9月1日にDFAとなった。

### ジャイアンツ時代
2019年9月3日にウェイバー公示を経てサンフランシスコ・ジャイアンツへ移籍した。9月14日にDFAとなった。

### パイレーツ時代
2019年9月16日にウェイバー公示を経てピッツバーグ・パイレーツへ移籍した。レギュラーシーズン終了後の10月25日にマイナー契約で傘下のAAA級インディアナポリス・インディアンスへ配属され、31日にFAとなった。

### カブス傘下時代
2020年1月27日にシカゴ・カブスとマイナー契約を結び、スプリングトレーニングに招待選手として参加することになった。5月28日に自由契約となった。

## 詳細情報

### 年度別打撃成績
| 年 度    | 球 団    | 試 合 | 打 席 | 打 数 | 得 点 | 安 打 | 二 塁 打 | 三 塁 打 | 本 塁 打 | 塁 打 | 打 点 | 盗 塁 | 盗 塁 死 | 犠 打 | 犠 飛 | 四 球 | 敬 遠 | 死 球 | 三 振 | 併 殺 打 | 打 率 | 出 塁 率 | 長 打 率 | O P S |
| -------- | -------- | ----- | ----- | ----- | ----- | ----- | -------- | -------- | -------- | ----- | ----- | ----- | -------- | ----- | ----- | ----- | ----- | ----- | ----- | -------- | ----- | -------- | -------- | ----- |
| 2013     | NYY      | 2     | 7     | 6     | 1     | 1     | 1        | 0        | 0        | 2     | 0     | 0     | 0        | 0     | 0     | 1     | 0     | 0     | 1     | 0        | .167  | .286     | .333     | .619  |
| 2018     | BAL      | 14    | 19    | 18    | 1     | 4     | 1        | 0        | 0        | 5     | 3     | 0     | 0        | 0     | 0     | 1     | 0     | 0     | 5     | 0        | .222  | .263     | .278     | .541  |
| MLB：2年 | MLB：2年 | 16    | 26    | 24    | 2     | 5     | 2        | 0        | 0        | 7     | 3     | 0     | 0        | 0     | 0     | 2     | 0     | 0     | 6     | 0        | .208  | .269     | .292     | .561  |

- 2018年度シーズン終了時

### 年度別守備成績
| 年 度 | 球 団 | 一塁（1B） | 一塁（1B） | 一塁（1B） | 一塁（1B） | 一塁（1B） | 一塁（1B） | 二塁（2B） | 二塁（2B） | 二塁（2B） | 二塁（2B） | 二塁（2B） | 二塁（2B） |
| 年 度 | 球 団 | 試 合      | 刺 殺      | 補 殺      | 失 策      | 併 殺      | 守 備 率   | 試 合      | 刺 殺      | 補 殺      | 失 策      | 併 殺      | 守 備 率   |
| ----- | ----- | ---------- | ---------- | ---------- | ---------- | ---------- | ---------- | ---------- | ---------- | ---------- | ---------- | ---------- | ---------- |
| 2013  | NYY   | 1          | 7          | 2          | 0          | 1          | 1.000      | 1          | 1          | 4          | 0          | 0          | 1.000      |
| 2018  | BAL   | 5          | 18         | 0          | 0          | 0          | 1.000      | 2          | 0          | 0          | 0          | 0          | ----       |
| MLB   | MLB   | 6          | 25         | 2          | 0          | 1          | 1.000      | 3          | 1          | 4          | 0          | 0          | 1.000      |

- 2018年度シーズン終了時

### 背番号
- 61（2013年）
- 51（2018年 - 同年6月28日）
- 64（2018年9月7日 - 同年終了）
- 56（2019年 - 同年8月31日）
- 46（2019年9月4日 - 同年9月13日）
- 75（2019年9月17日 - 同年終了）